# Spolkový archiv

Logo Spolkového archivu

Spolkový archiv (německy Bundesarchiv, zkratka BArch) je národní německý archiv sídlící v Koblenzu. Archiv vznikl v roce 1952 jako centrální instituce západního Německa a od roku 1990 funguje jako centrální instituce celého Německa. V současnosti přijímá dokumenty od spolkových institucí. Spadá pod ministerstvo kultury (až do roku 1998 to bylo ministerstvo vnitra).
V roce 2008 zpřístupnil archiv na Wikimedia Commons okolo 100 000 fotografií a jiných obrazových materiálů pod svobodnou licencí.

## Pobočky
- Bayreuth ("Lastenausgleichsarchiv"; akta k žádostem o odškodnění vysídlenců, dokumentace německého osídlení ve střední a východní Evropě)
- Berlin-Lichterfelde (Německá říše, NDR, Archiv politických stran a masových organizací NDR)
- Berlin-Wilmersdorf (Filmový archiv)
- Freiburg im Breisgau (Armádní archiv)
- Hoppegarten (Meziarchiv/Filmový archiv)
- Koblenz (Spolková republika Německo)
- Ludwigsburg (Archiv vyšetřování zločinů nacionálního socialismu)
- Rastatt (Památník hnutí za svobodu v německých dějinách)
- Sankt Augustin-Hangelar (Meziarchiv)

## Fotografové
- Erich Schutt